# Memmo

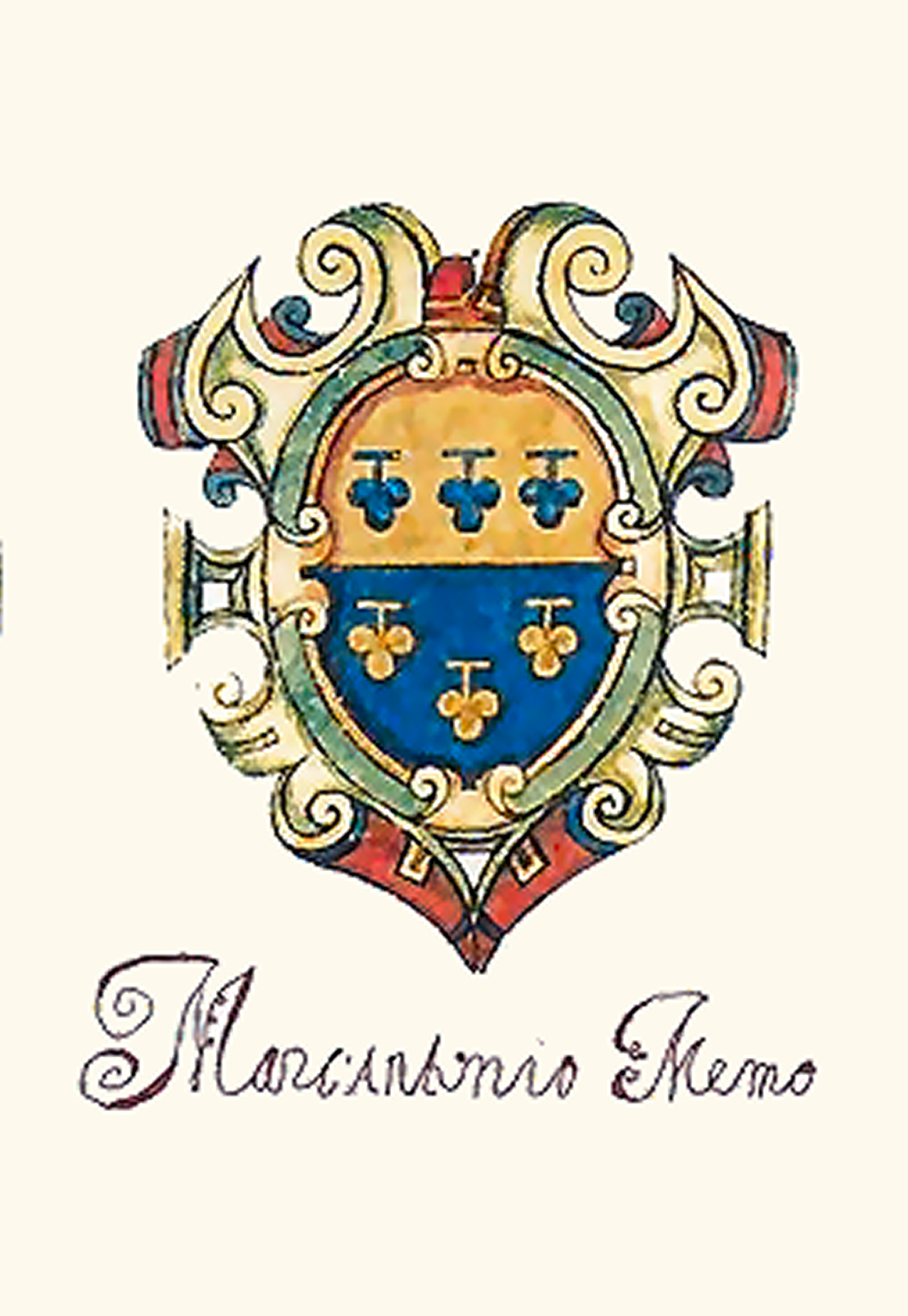
Stemma dei Memmo

I Memmo (o Memo) furono una casata patrizia veneziana, compresa tra le famiglie apostoliche (ovvero quelle che elessero il primo doge Paoluccio Anafesto). Diede due dogi alla Repubblica.

## Storia

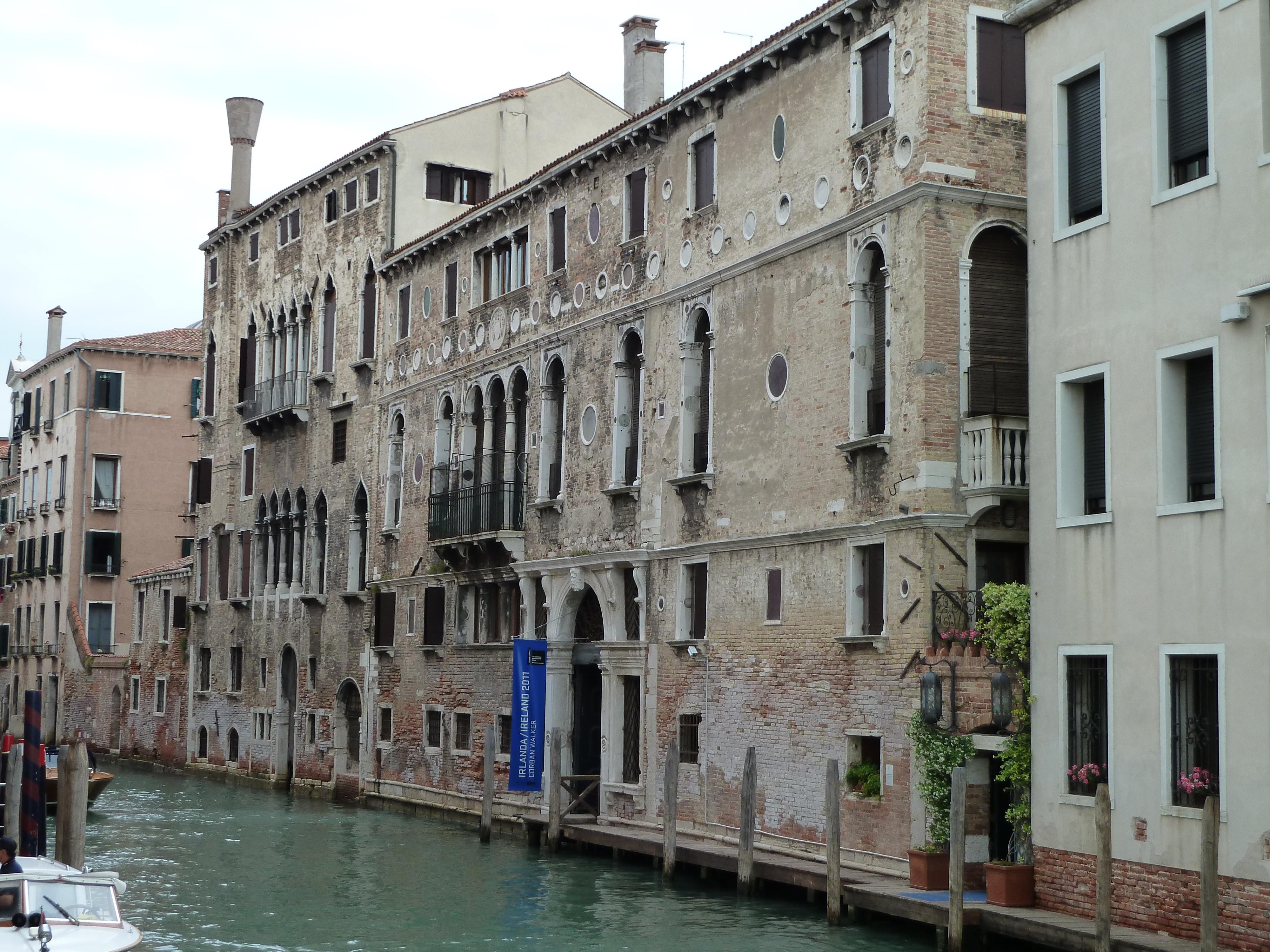
Palazzo Cappello-Memmo, istituto SM della Pietà, rio dei Greci, Venezia.

La tradizione li fa discendere dalla gens romana dei Memmi. Si ritiene inoltre che si chiamassero anticamente anche Monegari e Tribuni e che assunsero l'attuale cognome a partire dal doge Tribuno Memmo, figlio di Andrea.
Oltre ai membri illustri riportati sotto, si ricordano anche un Bartolomeo, impiccato nel 1470 per aver sparlato del doge Cristoforo Moro e un Girolamo, tagliato a pezzi dagli Schiattesi di cui era rettore perché non voleva arrendersi ai Turchi (1538).

## Membri illustri
- Domenico Monegario (VIII secolo), 6º (sesto) doge;
- Pietro Tribuno († 912), 19º (diciassettesimo) doge;
- Tribuno Memmo († 991), 25º (venticinquesimo) doge;
- Marcantonio Memmo (1536 – 1615), 91º (novantunesimo) doge;
- Andrea Memmo (1729 – 1793), politico, diplomatico e letterato.